# Người bản địa Alaska

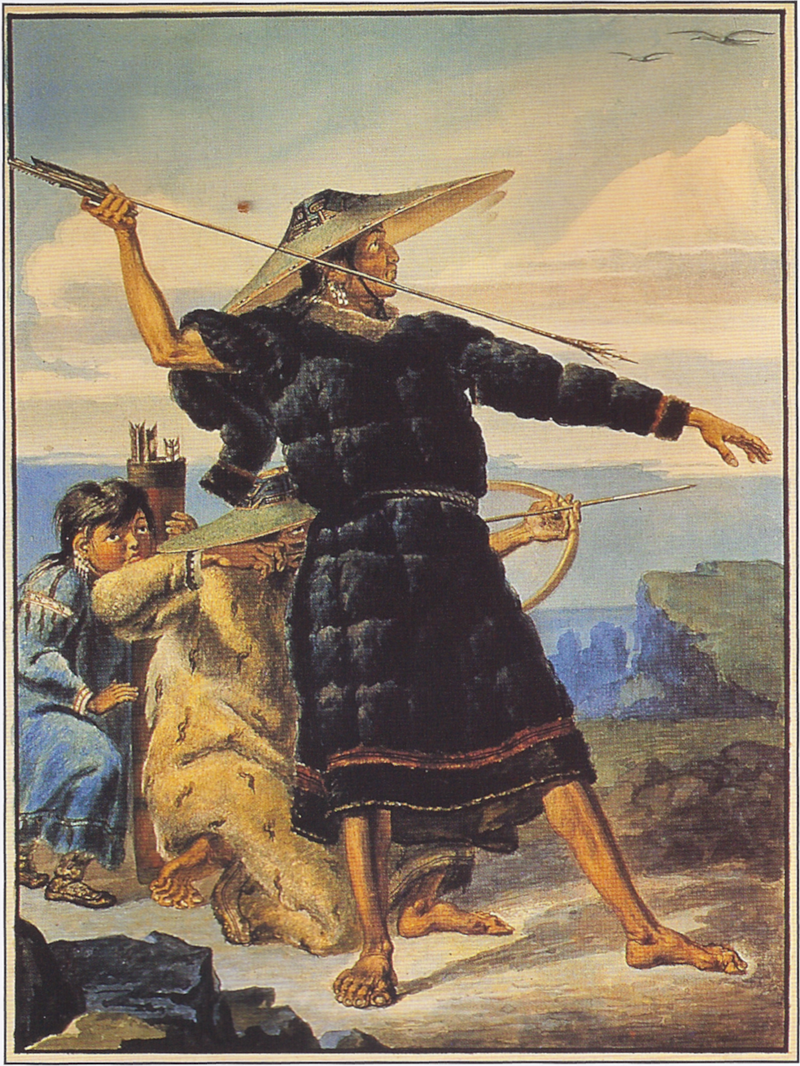
Người Aleut (thế kỷ XIX)

Người bản địa Alaska hay thổ dân Alaska là cư dân bản địa của Alaska, Hoa Kỳ, gồm: Iñupiat, Yupik, Aleut, Eyak, Tlingit, Haida, Tsimshian, và một số dân tộc Athabaska Bắc. Các dân tộc này thường phân chia theo tiếng nói.
Tổ tiên người bản địa Alaska di cư đến đây từ hàng ngàn năm trước, theo chí ít hai làn sóng. Một phần là hậu duệ của làn sóng thứ ba, sống rải rác khắp mạn bắc Bắc Mỹ, chưa bao giờ di cư về phía nam.
Ở khắp vùng cực bắc, thổ dân Alaska đã xây dựng nhiều nền văn hóa bản địa đa dạng mà trong lịch sử liên tục thay thế lẫn nhau. Họ bày ra cách chống chọi với khí hậu và môi trường khắc nghiệt, và nền văn hóa dựa trên điều đó nảy nở nơi đây. Ngày nay, người bản địa chiếm 15% dân số Alaska.